# Thioflavin
Thioflavin T ist ein Benzothiazol-basierter kationischer Farbstoff, der als potenter Marker für Amyloidose in der Histologie eingesetzt wird. Er wird auch eingesetzt um die elektrische Fluktuation in bakteriellen Biofilmen zu untersuchen.

## Herstellung Thioflavin T
Thioflavin T ist das Trimethylchlorid des Dehydrothiotoluidins [6-Methyl-2-(4-aminophenyl)benzothiazol]. Durch Umsetzung von p-Toluidin mit Schwefel bei erhöhter Temperatur ist das Dehydrothiotoluidin zugänglich. Dieses wird durch die Methylierung mit Methanol unter Anwesenheit von Salz- oder Schwefelsäure zum Thioflavin T umgesetzt.

## Verwendung Thioflavin T
Thioflavin T kann als Farbstoff zum Färben von Seide und tannierter Baumwolle eingesetzt werden.
Der Einsatz von Thioflavin in der Histologie wurde erstmals 1959 von den Pathologen Philip S.Vassar und Charles F. Culling vom Department für Pathologie der Universität Vancouver beschrieben. Hierbei wurde Thioflavin T zur histologischen Untersuchung von Nierentumoren auf Amyloidose eingesetzt. In einem folgenden Bericht 1961 beschrieben sie bei der Untersuchung zweier hemithyreoidektomisch erhaltenen Schilddrüsenkarzinomen. In beiden Proben erzeugte die Behandlung mit Thioflavin T eine leuchtend gelbgrün fluoreszierende Färbung in der Stoma der Tumore mittels ultraviolettem Licht unter einem Fluoreszensmikroskop deutlich zu erkennen.
Bei weiteren Untersuchungen zeigte sich, dass Thioflavin T mit einer Vielzahl von Gewebekomponenten interagiert. Diese erzeugen jeweils spezifische Färbungsmuster. Zu den Gewebearten gehören Mucopolysacaride, Nukleinsäuren und viele Strukturen, welche in Amyloidfibrillen enthalten sind. Besonders bei der Diagnose der Alzheimer-Erkrankung werden diese Eigenschaften genutzt. So wurde die Untersuchung der Fluoreszenzfärbung von senilen, aber nicht diffusen Plaques in den betroffenen Regionen des Alzheimer-Syndroms, sowie die grün-doppelbrechende Congo-Rot-Färbung der gleichen Strukturen wurden als anatomische neuropathologische Kriterien für die Krankheit festgelegt. Die Diagnose von Amyloidfibrillen kann in vivo, ex vivo oder in vitro erfolgen.
Die Struktur von Thioflavin T hat ein hydrophobes Ende mit einer Dimethylaminogruppe, welche sich in Paraposition zu einer polaren Benzothiazolgruppe an einer Phenylgruppe befindet. Durch diese Kombination von polaren und hydrophoben Regionen, bilden die Thioflavin T-Moleküle in wässrigen Lösungen Mizellen mit hydrophoben Innenräumen. Das positiv geladene Stickstoff-Atom zeigt dabei auf das Lösungsmittel. Dadurch bilden sich zwischen den Thioflavin T-Mizellen und den Gewebestrukturen Wasserstoffbrückenbindungen aus.

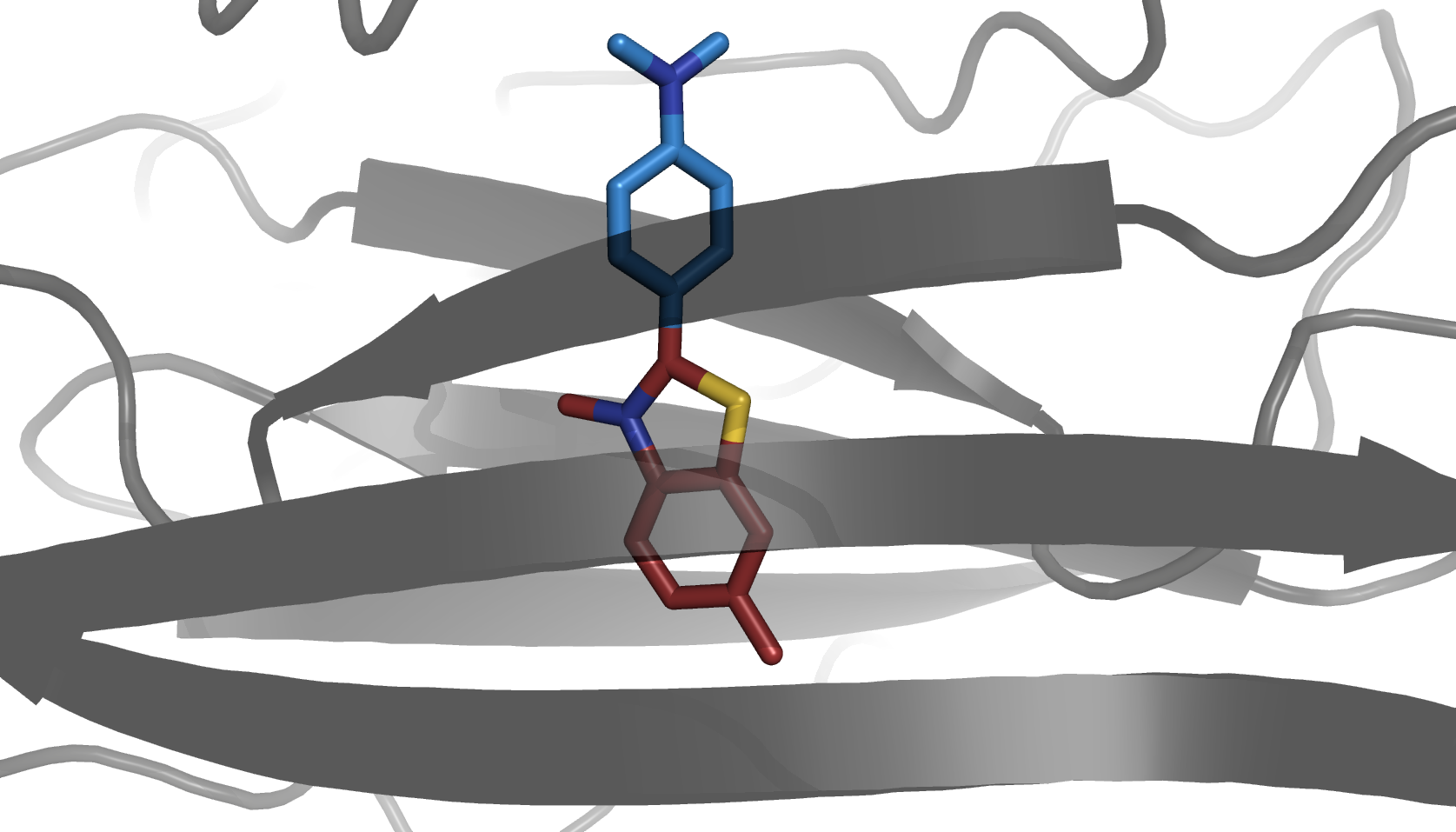
Struktur von Thioflavin T, das an ein amyloidartiges β_{2}-Mikroglobulin (Grau) gebunden ist. in einem Komplex, der eine verstärkte und rotverschobene Fluoreszenz zeigt. Die starre Bindung an das Amyloid verschiebt die hier die Ladung des angeregten LE-Zustandes von der Diemthylaminobenzylgruppe (Blau) zu der Benzothiazolgruppe (Rot)

Durch die die Bindung des Thioflavin T an die Amylidosefibrillen findet eine Rotverschiebung des Anregungsspektrums von 336 nm des freien Farbstoffes in wässriger Lösung zu einem Erregungsmaximum von 450 nm des gebundenen Farbstoffes statt. Diese charakteristische hyperchromische Fluoreszenzanregungsverschiebung findet jedoch nur bei Amyloidosen, welche über die multimeren fibrillären Formen der β-Blatt-Polymere verfügen. Nur die β-Blatt-Polymere bieten eine geeignete Umgebung zur Stabilisierung des elektronischen Grundzustandes des Farbstoffes, durch den sich die große Rotverschiebung des Anregungsmaximums ergibt. Eine andere Studie nennt die elektrostatische Wechselwirkung zwischen Doppelsträngiger DNA und Thioflavin T als mögliche Ursache für eine Rotverschiebung in derselben Größenordnung, welche jedoch von der Konzentration der DNA abhängig ist und durch die Anwesenheit von Natriumchlorid eliminiert werden kann.
Die Veränderung des Spektrums des Farbstoffes ergibt sich aus einer Rotationsimmobilisierung der Phenylgruppe. Diese verhält sich in freier Lösung wie ein molekularer Rotor. Demnach konkurriert im freien Molekül ein nicht fluoreszierender TICT-Prozess (twisted intramolecular charge transfer) mit einem fluoreszierenden LE-Zustand (localy excited). Demnach ändert sich der Torsionswinkel durch den TICT-Prozess zwischen der Phenylgruppe und der Benzothiazolgruppe im angeregten Singulettzustand von 37° auf 90°. Dieser Prozess konkurriert effektiv mit dem Strahlungsübergang des LE-Zustandes und löscht die Fluoreszenz dadurch aus. Wenn das Thioflavin T-Molekül jedoch an ein Amyloid gebunden ist, wird diese Rotation unterbunden, wodurch die Löschung des fluoreszierenden LE-Zustandes unterdrückt wird.
Thioflavin T erzeugt eine überragend spezifische bzw. charakteristische Fluoreszenz bei Amyloidose, das einzige falsch-positive Ergebnis von Thioflavin T in diesem Spektrum kam bei Polysacchariden in der Aortenwand bei dem Marfan-Syndrom vor.
Genetische Studien mit Fadenwürmern der Art Caenorhabditis elegans haben gezeigt, dass der Einsatz von Thioflavin T die Aggregation von Proteinfibrillen verlangsamen kann. Dies kann zu einer erheblich verlängerten Lebensdauer und einem verlangsamten Alterungsprozess führen. Zudem unterdrückt Thioflavin T auch pathologische Merkmale mutierter metastabiler Proteine und β-amyloid-assoziierte Toxizität beim Menschen. Dies kann zu einer pharmazeutischen Pflege des Protein-Homöostase-Netzwerks führen, welches eine tiefgreifende Wirkung auf die Alterung und auf altersbedingte Krankheiten haben kann.

## Thioflavin S
Thioflavin S erhält man durch Sulfierung bei der Methylierung der Purinbase mit Schwefelsäure. Es ist ein komplexes Gemischung von Verbindungen, deren Strukturen nicht charakterisiert wurden.
Da sich bei der Bindung von Thioflavin S an die Amyloidfibrillen zwar die Emissionsintensität um ein Vielfaches erhöht, ohne dass sich jedoch die Anregungs- und Emissionsspektren ändern, führt dies zu einer hohen Hintergrundfluoreszenz. Dadurch ist dieser Farbstoff nicht für quantitative Analysen in Lösung geeignet.
Die Bindungsart von Thioflavon S an die Amyloidose entspricht dabei wahrscheinlich derselben wie der von Kongorot.